# Aetlio
Aetlio o Etlio (en griego antiguo: Αέθλιος, Aéthlios) es un personaje de la mitología griega y uno de los primeros reyes en la genealogía de los epeos de Élide. En fuentes tardías es conocido como Aetno o Aetelio.
Pausanias narra que los eleos cruzaron desde Calidón y el resto de Etolia hasta nuevas tierras. Allí, en tierras epeas, gobernó en primer lugar Aetlio, que era hijo de Zeus y Protogenia, hija de Deucalión. Cálice, una hija de Eolo, se casó con Aetlio y de ambos nació Endimión, quien sucedió a su padre en el trono de Élide. O bien Aetlio era hijo de Endimión.
Aunque Zeus era su padre biológico Locro, el esposo de Protogenia, pasaba por ser el padre mortal de Aetlio. Otros más dicen que Aetlio era hijo de Eolo (sin mencionar la consorte) y sólo de nombre hijo de Zeus. Incluso otros dicen que la madre de Aetlio pudiera ser Pandora, otra hija de Deucalión, de nuevo por Zeus (aunque este texto está corrupto).
Según otra versión fue en realidad Endimión quien con eolios sacados de Tesalia fundó Élide; algunos incluso dicen que Endimión era hijo de Zeus y no de Aetlio. Acaso se considere a Aetlio como una hipóstasis de Zeus Aetlio de los Juegos Olímpicos. Otros autores dicen que una hija de Aetlio se desposó con Aléctor, a la sazón rey de Élide. Non en vano dice Eusebio que para desafiar a sus hijos, Aetlio introdujo el concepto de las olimpiadas, que aprendió de los Dáctilos del Ida y de su propio nombre procede el nombre de atletas. En cuanto a los cuatro hijos de Aetlio, primero Epeo y más tarde Endimión, Alexino y finalmente Enómao estuvieron a cargo de los sacrificios propiciados durante las festividades. Otros dicen que de la unión entre la musa Erato y Aetlio nació Támiris.
| Predecesor: - | Reyes míticos de Élide | Sucesor: Endimión |